# Ioana Drăgan (actriță)
Ioana Drăgan (n. 21 august 1937, București) este o actriță română de teatru și film. A fost căsătorită cu regizorul Mircea Drăgan.

## Biografie
Ioana Drăgan s-a născut pe 21 august 1937 la București. A urmat studii de tehnică cinematografică - tehnician la laboratorul TVR (1960-1963).

## Filmografie
- Neamul Șoimăreștilor (1965)
- Golgota (1966)
- Războiul domnițelor (1969)
- Brigada Diverse intră în acțiune (1970)
- Brigada Diverse în alertă! (1971)
- B.D. la munte și la mare (1971)
- Frații Jderi (1974)
- Ștefan cel Mare - Vaslui 1475 (1975)
- Cuibul salamandrelor (1977)
- Aurel Vlaicu (1978)
- Brațele Afroditei (1979)
- O lume fără cer (1981)
- Saltimbancii (1981)
- Un saltimbanc la Polul Nord (1982)
- Plecarea Vlașinilor (1983)
- Întoarcerea Vlașinilor (1984)
- Chirița în Iași (1988)